# Autor
Autor (von lateinisch auctor „Urheber, Schöpfer, Förderer, Veranlasser“), weiblich Autorin, auch Verfasser (bzw. Verfasserin), bezeichnet eine Person, die ein Werk erschaffen hat. Diese Person hat die Autorschaft an dem Werk (siehe auch Anerkennung der Urheberschaft, Mehrautorenschaft, Schöpfungshöhe). Autoren sind Urheber von Werken. Meistens handelt es sich dabei um sprachliche Werke, die den Gattungen Epik, Drama und Lyrik oder der Fach- und Sachliteratur zugeordnet werden. Die Werke können auch illustriert sein und mehr Bilder als Text enthalten, beispielsweise Bilderbücher, Comics oder Fotoromane. Für die Autoren literarischer Werke ist die Bezeichnung Schriftsteller etabliert. 
Daneben und mit ähnlich rechtlichem Beiklang werden auch Urheber von nicht literarischen Werken als „Autoren“ bezeichnet, etwa von Software, Autorenfilmen oder Musik. Erfinder von modernen Gesellschaftsspielen (Autorenspiele: englisch German-style games „Spiele im deutschen Stil“) werden als „Spieleautor“ bezeichnet. Im Regelwerk der Zoologie (Tierkunde) gilt traditionellerweise der Erstbeschreiber einer Tierart als ihr eigentlicher „Autor“.

## Geschichte
Das Verständnis von Autorschaft ist geschichtlichen Veränderungen unterworfen. Im Mittelalter verwiesen die Begriffe Autor und Autorität mit großer Selbstverständlichkeit aufeinander. Der Rechtssprache entstammend, bezeichnete auctor den Urheber, Verfasser oder Sachwalter eines Werkes. Dabei schloss die Wortbedeutung, anders als in der Neuzeit, grundsätzlich den Aspekt der Autorität (auctoritas) ein: Verfasser waren gemeint, die hohes Ansehen erworben und breite Anerkennung gefunden hatten.
Besonders die medialen Umbrüche von der Mündlichkeit zur Schrift und von der Handschrift zum Buchdruck förderten die Ablösung der Person des Autors und ihrer Autorität von ihrem (reproduzierbaren und vor Verfälschung zu schützenden) Werk, zunächst jedoch eher in Gattungen der theologischen und wissenschaftlichen Literatur. Erst seit der Genieästhetik des Sturm und Drang bildete sich ein Konzept des „autonomen, schöpferischen, über sein Werk herrschenden belletristischen Autors“ heraus. Das 19. und 20. Jahrhundert bilden die Hochphase dieses emphatischen, idealisierten Autorbegriffs. „Die Funktion ‚Autor‘ verwandelt Reden, die zuvor Gemeineigentum waren […], in individuelle Aneignungsobjekte. […] Der moderne Arbeitsbegriff hat die kulturelle Funktion, die Sache vollständig aus der Person abzuleiten und sie ihrer Verfügung zu unterstellen, obwohl doch, wie eine kulturgeschichtliche Betrachtung lehrt, Sache und Person heterogen sind, weil es stets Werte und Eigentumselemente gibt, die nicht der Arbeit entstammen, sondern einer gemeinsam geteilten symbolischen Ordnung angehören, die im strengen Sinne niemandem gehört und daher grundsätzlich nicht angeeignet werden kann. […] Die Arbeit kann daher auch kein unbegrenztes Verfügungsrecht über ihr Produkt begründen.“ Seit den 1960er Jahren wurde Kritik an der Verabsolutierung der Autorenpersönlichkeit und deren Eigentumsrechte laut (Roland Barthes: Der Tod des Autors, Michel Foucault: Was ist ein Autor?).
In Teilen der Literaturtheorie (Erzähltheorie) wird zwischen Autor und Erzähler unterschieden: Der Autor ist der Schreibende des Textes und der Erzähler der Erzählende der Geschichte und ist dabei eine vom Autor geschaffene Instanz.
Der Begriff Autor wurde von Philipp von Zesen durch den Ausdruck Verfasser eingedeutscht.
Neben der üblichen Autorschaft von einzelnen galt die Mehrautorenschaft seit der Etablierung des Urheberrechts um 1800 lange Zeit als Ausnahme. Durch die neuen technischen Möglichkeiten des Internets wurden kollektive Autorschaft und kollaboratives Schreiben jedoch deutlich erleichtert und normalisiert. Die digitale Wende hat zudem die literaturwissenschaftliche Perspektive auf die kollektiven Anteile historischer Texte verändert. So wird darauf verwiesen, dass kollektive Autorschaft im Mittelalter und der frühen Neuzeit, also vor der flächendeckenden Verbreitung des Buchdrucks, durchaus normal war. Zudem zeigen digitale Methoden wie die Netzwerkanalyse oder die werkgenetische Philologie, dass hinter vermeintlich singulärer Autorschaft oft kollaborative Praktiken in Dichterbünden, Verlegernetzwerken und anderen unsichtbaren Kollektiven stehen.

## Juristische Aspekte
Autorschaft umfasst in der Gegenwart ein Recht am geistigen Eigentum. Zum Schutz des Werkes dienen das Urheberrecht (welches nicht veräußerlich ist) und das Verwertungsrecht.

## Konnotationen des Begriffs
Der Begriff Autor oder dessen Urheberschaft für ein in der Regel meist schriftlich niedergelegtes Werk oder dessen Konzeption gilt unabhängig von ihrer Veröffentlichung oder (bisherigen) Nichtveröffentlichung. Die Urheber- oder Autorschaft findet dabei jedoch grundsätzlich verschiedene Bedeutung, nicht zuletzt nach Maßgabe ihrer Zielsetzung einer nicht beabsichtigten oder beabsichtigten und tatsächlich erreichten Öffentlichkeitswirkung von Name und Werk.

### Im nicht-öffentlichen Umfeld
- Jedwedes privat und damit der Öffentlichkeit unbekannt bleibende Schriftstück hat meist nur sehr begrenzt für den im privaten Umfeld des Autors zählenden Personenkreis Bedeutung. Verfasser von Tagebüchern beabsichtigen in der Regel keine Öffentlichkeitswirkung, Schreiber von z. B. Einkaufszetteln sind zwar faktisch deren Urheber, sie deswegen als Autoren zu bezeichnen, entspräche aber nicht dem üblichen Sprachgebrauch.
- Die Urheberschaft für Schriften, die z. B. während einer Regelschulausbildung im Rahmen des Unterrichts gefertigt werden, unterliegt immerhin insofern einem gewissen Urheberschutz, als ein „Abschreiben“ davon laut schulischer Prüfungsordnung als „Unterschleif“ geahndet werden kann. Auch werden solche Schriftstücke durchaus begutachtet, nach entsprechenden Kriterien bewertet und benotet. Diese Bewertungen finden dann ihren summarischen und für die Versetzung oder den Abschluss einer Schulausbildung relevanten Einfluss in den Zeugnissen. Dennoch entspräche auch hier die Verwendung des Begriffs Autor – anders als die des Begriffs Verfasser – für den seine schriftlichen Haus- und Prüfungsaufgaben erledigenden Schüler nicht dem üblichen Sprachgebrauch.

### Im begrenzt öffentlichen Umfeld
- Innerhalb des akademisch-universitären Umfelds erfahren die über einen längeren Zeitraum konzipierten und verfassten Abschlussarbeiten von Studenten als Diplomarbeiten bereits zum Teil und als Dissertation per se eine zumindest begrenzte Öffentlichkeitswirksamkeit. In einigen Fällen erreichen die dann in der Regel überarbeiteten Dissertationen auch als populärwissenschaftliche Publikationen eine über dieses Umfeld hinausreichende Öffentlichkeit. Der Begriff Autor wird hierbei dann von den Kritikern und Rezensenten eines solchen in der Öffentlichkeit diskutierten Werkes genutzt. Ansonsten aber werden die Urheber solcher Abschlussarbeiten in der Regel nicht als Autor bezeichnet, sondern mit dem durch sie erlangten akademischen Grad angesprochen.

### Im öffentlichen Umfeld
- Innerhalb Deutschlands gilt unter anderem als ein erstes Kennzeichen für die auf größtmögliche Öffentlichkeitswirksamkeit angelegte Urheberschaft eines schriftlich niedergelegten Werkes die Abgabe eines Pflichtexemplars an die Deutsche Nationalbibliothek. Diese Pflicht betrifft vor allem den Verbreiter einer Schrift, in der Regel einen Verlag, mittelbar bezieht sie sich aber auch auf den Autor selbst, der damit für die Veröffentlichung eines Werkes auch die inhaltliche Verantwortung übernimmt. Der Erfolg eines Autors lässt sich an den Verkaufszahlen seiner Werke ablesen und dem gewachsenen Renommee seiner Person – letzteres wird z. B. durch Art und Anzahl der Rezensionen sowie heutzutage auch durch etwaige Einladungen zu Talkshows deutlich. Doch nicht alle Autoren legen Wert darauf, dass ein Verkaufserfolg mit ihrem Eigennamen in Verbindung gebracht wird und nutzen deshalb Pseudonyme.
- Je größer die Öffentlichkeitswirksamkeit eines Autors und die seiner Werke ist, umso mehr finden z. B. auch Schriftstücke aus dem privaten Umfeld als Autographien Interesse und unter Sammlern zuweilen nicht geringe Wertschätzung. So hat auch ein schon zu Lebzeiten bekannter Autor wie Thomas Mann die Eintragungen in seinen Tagebüchern zum Teil im Hinblick auf ihre spätere Veröffentlichung vorgenommen.
- Aus verschiedenen Gründen kann eine Veröffentlichung aber auch eine unzutreffende Verfasserangabe aufweisen (siehe dazu: Pseudepigraphie).

## Werdegänge
Autoren bilden sich im europäischen Sprachraum meist im Selbststudium aus. Vereinzelt werden hierfür an Universitäten und Fachhochschulen Lehrgänge und Workshops angeboten. Qualifizierungsmöglichkeiten werden zudem in Kompaktseminaren (z. B. durch den Börsenverein des Deutschen Buchhandels oder den Verband deutscher Schriftsteller) oder berufsbegleitenden Lehrgängen angeboten.
An der Universität für angewandte Kunst Wien, der Universität Hildesheim und seit 1995 an der Universität Leipzig (Deutsches Literaturinstitut Leipzig) gibt es zudem nach US-amerikanischem Vorbild eine schreibhandwerkliche Ausbildung beziehungsweise einen Studiengang zum diplomierten Schriftsteller. Gasthörer können diese Seminare ebenfalls besuchen. Darüber hinaus bieten zahlreiche Schreibwerkstätten, wie z. B. das Junge Literaturforum Hessen-Thüringen oder die Marburger Sommerakademie, angehenden Autoren interaktives Training oder ein Coaching durch bereits etablierte Schriftsteller an.
Einen anderen Zugang zur Autorschaft finden nicht wenige auch über ein Studium der Publizistik.

## Publikationsmöglichkeiten der Autoren
Seit Einführung der Personal Computer ist es für Autoren relativ einfach, ein Manuskript als digitalen Datensatz zu erstellen, der wiederum als Druckvorlage für Verlage oder von Selbstpublikationen dienen kann.

### In Verlagen
Ein Autor sucht in der Regel eine Veröffentlichung über Verlage zu erreichen. Der Verlag übernimmt für den Autor die Korrektur, die Herstellung (Layout, Druck, ISBN-Registrierung, Pflichtexemplare usw.) und den Vertrieb. Im Gegenzug tritt der Autor das Verwertungsrecht (komplett oder teilweise) an den Verlag ab. Der Autor erhält für seine Tätigkeit vom Verlag eine Vergütung und/oder Tantiemen.
Hat sich ein Verlag zur Veröffentlichung bereiterklärt, wird der Autor oft aufgefordert, das Werk zusammen mit einem Lektor zu überarbeiten und begutachten (Peer-Review) zu lassen. Sobald ein Autor erfolgreich für einen Verlag gearbeitet hat, wird es dem Autor wesentlich leichter fallen, „seinem“ Verlag zukünftige Werke auch schon in der Ideenphase zu präsentieren und zusammen mit dem Lektor auszuarbeiten. Besonders erfolgreiche Autoren (Bestseller) werden dann auch vom Verlag aufgefordert, neue Werke zu erschaffen. Dies kann für den Autor wiederum die Basis zum Aushandeln einer entsprechend besseren Vergütung sein.
Sachbuchautoren erstellen in der Regel zuerst ein Konzept zu ihrem Werk. Dieses beinhaltet einen groben Themenüberblick, Hinweise auf vergleichbare Werke und ein möglichst fertig ausgearbeitetes Inhaltsverzeichnis mit dem sich dann auch die angestrebte Seitenzahl festlegen lässt. Da der zukünftige Verlag häufig eigene Vorstellungen vom (inhaltlichen) Aufbau und der zielgruppengerechten Gestaltung eines Werkes hat, können so noch Änderungen berücksichtigt werden, da bei Vertragsabschluss noch nicht das fertige Werk existieren muss, sondern dieses dann erst als Auftragsarbeit durch den Autor entsteht. Dieses Vorgehen findet hier bei neuen wie auch bei renommierten Autoren seine Anwendung.
Die Einflussnahme auf den Inhalt wird freilich auch, wie etwa schon 1593 von dem Hochschullehrer und Autor Martin Crusius in seinen Tagebüchern formuliert, als Nachteil angesehen.
Bei der Annahme von Manuskripten oder Ideen noch unbekannter Autoren verhalten sich die meisten Verlage jedoch sehr zögerlich. Dieses Verhalten liegt meist in der Qualität begründet, da die Verlage nicht selten mehrere hundert solcher Texte pro Woche erhalten und davon lediglich einen pro Jahr zur Veröffentlichung auswählen, wenn sie sich von ihm auch merkantilen Erfolg versprechen.

### Im Selbstverlag oder als Selbstpublikation
Ein Autor als Selbstverleger geht ein unternehmerisches Risiko ein, das sich allerdings seit Einführung der Veröffentlichungsformen Print-on-Demand und E-Book erheblich senken lässt. So kann der Autor für seine Selbstpublikationen den Herstellungsprozess und vertriebsrelevante Dinge, wie z. B. die Aufnahme in das Verzeichnis lieferbarer Bücher, inzwischen relativ kostengünstig an Self-Publishing-Plattformen delegieren. Zudem muss er bei dieser Art der Herstellung nicht mehr eine von ihm in Druck gegebene und im Voraus bezahlte Auflage eines Titels verwalten und steht somit auch nicht in der Gefahr, auf ihr „sitzen zu bleiben“. Allerdings muss sich der Autor einer Selbstpublikation in jedem Fall auch selbst um die Vermarktung und Bewerbung seiner Werke kümmern – oder damit gegen zuweilen stark überhöhte Gebühren jemand anderen beauftragen.
Nach wie vor verhilft eine Veröffentlichung (allein) auf diesem Weg nur selten zu einer Steigerung der Reputation oder Anerkennung eines Autors – insbesondere nicht als so genannter „Hobbyautor“. So werden Autoren in Deutschland mit lediglich im Selbstverlag oder als Selbstpublikation erstellten Buchtiteln weder im Verband deutscher Schriftsteller noch in die Autorendatenbank des Friedrich-Bödecker-Kreises (FBK) aufgenommen. Zudem wirkt sich der Unterschied zu einem professionellen Autor auch vor deutschen Finanzämtern aus, wenn ein Hobbyautor unter anderem Publikationskosten von insgesamt mehreren tausend Euro nicht als Verluste oder Werbungskosten steuerlich absetzen kann, da er „mit seiner Autorentätigkeit keinen Totalgewinn hätte erzielen können“ und „die Bereitschaft zur Übernahme nicht unerheblicher Druckkosten spreche dafür, dass überwiegend private Interessen und Neigungen für die Tätigkeit ursächlich gewesen seien“.
Da inzwischen jedoch ganz allgemein viele Buchtitel bereits nach einem Jahr aus dem Verlagsprogramm genommen werden, damit vergriffen und im Buchhandel nicht mehr erhältlich sind, sehen sich auch renommierte Autoren immer mehr zur Erstellung von Selbstpublikationen gezwungen – insbesondere jene, die einen Teil ihrer Einkünfte durch Lesungen bestreiten und dann nicht mehr auf lieferbare Exemplare ihrer Bücher verweisen und sie verkaufen können. (Siehe hierzu z. B. auch das Label Edition Gegenwind, unter dem eine Autorengemeinschaft ihre vergriffenen Titel selbst herausbringt.) Zudem gibt es inzwischen Autoren, die ganz bewusst als Hybridautoren teilweise oder auch ausschließlich Selbstpublikationen veröffentlichen, um z. B. etwaig missliebige Vorgaben eines Verlags zu Inhalt und Aufmachung umgehen zu können.

## Vergütung und Tantiemen
Im Januar 2005 einigten sich Belletristikverlage und der Verband deutscher Schriftsteller darauf, dass zehn Prozent vom Nettopreis jedes verkauften Hardcover-Exemplars künftig als Honorar an den Autor eines Buches fließen sollen. Für Taschenbücher gelten gesonderte Regelungen, bei bis zu 20.000 verkauften Exemplaren sollen die Autoren fünf Prozent erhalten. Diese Regelungen haben allerdings nur empfehlenden Charakter, in der Praxis sind auch niedrigere Tantiemen üblich. Der Erlös aus der Verwertung buchferner Nebenrechte geht meistens zu 60 Prozent, der aus anderen Nebenrechten zur Hälfte an den Autor. Sachbuchautoren handeln häufig ihr Honorar mit dem Verlag im Rahmen der Konzeptionsphase vor Aufnahme der Schreibtätigkeit aus. Um die zwölf Prozent sind bei Erfolgsautoren üblich, jedoch keineswegs verbindlich. Häufig wird auch ein Garantiehonorar vereinbart, das dem Autor bei Vertragsabschluss oder bis zum Abgabetermin oder nach Manuskriptabgabe ausgezahlt wird und das dann mit gegebenenfalls später anfallenden Tantiemen verrechnet wird. Dadurch ist der Autor nicht auf den kommerziellen Erfolg des Buches angewiesen, partizipiert aber dennoch an guten Verkaufszahlen.

### Verwertungsgesellschaft
Verwertungsgesellschaft für die Autoren verschiedener Sparten (Journalisten, Schriftsteller, Drehbuchautoren) ist die VG Wort. Sie verwertet – ähnlich der GEMA bei Musikstücken – die durch Aufführung, Sendung, Kopie und Publizierung entstandenen Tantiemen für die Autoren und schüttet die entstandenen Beträge einmal jährlich an die Autoren aus.

### Zählung von Autoren
Vor allem bei wissenschaftlichen Publikationen kommt es immer häufiger vor, dass ein Werk mehrere Autoren und Koautoren aufweist. Um die Anzahl von Publikationen einer Person vergleichbar zu zählen, gibt es in der Bibliometrie verschiedene Zählweisen:
- Normale Zählweise (Eine Publikation zählt für jeden Autor unabhängig von der Anzahl der Autoren)
- Fraktionierte Zählweise (Anteilmäßige Aufteilung der Autorenschaft, beispielsweise jeweils ein Drittel bei drei Autoren)[15]
- Logarithmische Zählweise (Der Anteil nimmt nach der genannten Reihenfolge der Autoren ab)
- Andere Gewichtung (zum Beispiel nur die ersten beiden Autoren)